# Deus de Maravilhas
Deus de Maravilhas é o quarto álbum de estúdio da cantora brasileira Mara Maravilha, lançado em 2001 pela Line Records.
O álbum foi produzido por Beno César, Sérgio Knust e Marileide Félix e conta com composições da própria Mara em parceria com sua mãe Marileide Félix e Thyna Ramos. Conta com a participação de Paulinho Lima na faixa Vamos prosseguir. O álbum vendeu 100 mil cópias e ganhou disco de ouro pela Pro-Música Brasil em 2003. 